# Андрос (град, Бахаме)
Андрос (енгл. Andros Town) је највећи град на истоименом острву у карипској држави Бахами. У граду живи 2.443 становника, по подацима из 2012. године.